# Centro de Formación de Tropa n.º 1
El Centro de Formación de Tropa n.º 1 (CEFOT-1) es un centro de formación militar del Ejército de Tierra de España situado en las proximidades de la ciudad española de Cáceres. Es uno de los dos Centros de formación de tropa (soldado, cabo y cabo primero) en España junto con el Centro de Formación de Tropa n.º 2, situado en San Fernando (Cádiz). Sus fines más destacados son:
- Formar a nuevos soldados e instruirles en una especialidad (Infantería mecanizada, infantería ligera, caballería) mediante el Batallón de Instrucción «Cáceres».
- Impartir los cursos de ascenso a cabo y cabo primero del Ejército de Tierra, junto con la prueba de acceso a tropa permanente y el Curso de Técnico Militar de Seguridad y Defensa.

Las actividades más importantes desarrolladas en el CEFOT-1 se agrupan en cuatro categorías: 
- Realización en ejercicios y maniobras
  - Ejercicios (ALFA) que culminan el proceso de formación
  - Jornadas continuadas
  - Ejercicios de tiro
  - Evaluación del periodo de formación a nivel individual y colectivo
- Actividades Deportivas
- Actividades Culturales
- Cooperación con entidades públicas

## Historia
El centro de formación de Cáceres fue creado en 1964 como Centro de Instrucción de Reclutas n.º 3 «Santa Ana» Cáceres con el objetivo de «reconocer, vestir, instruir y clasificar a los mozos llamados a este C.I.R., para reubicar a los ya clasificados en la instrucción de especialidades, destinar y conducir, a todos para cumplir el Servicio Militar en el Ejército». En un primer momento el Centro de Instrucción de Reclutas estuvo organizado en una Plana Mayor y cuatro batallones de instrucción. En 1986 la unidad pasó a llamarse  Centro de Instrucción de Reclutas Centro, CIR Centro, recibiendo en 1992 la bandera cuyo uso le fue concedido un año antes. En 1997 el CIR Centro cambió su nombre por el de Centro de Instrucción y Movilización n.º 1 con las siglas CIMOV N.º 1. En ese mismo año comenzó a formar a los aspirantes a militar de tropa y marinería. El 1 de julio de 2010 el Centro de Instrucción y Movilización n.º 1 recibió su actual denominación en virtud de las últimas modificaciones orgánicas realizadas en el seno del Ejército de Tierra. En 2014, con motivo 50.º Aniversario de la unidad, se hizo entrega de su segunda y última Bandera donada por la Asamblea de Extremadura, la Diputación de Cáceres y el Ayuntamiento ya que en la anterior aún se mostraba la denominación Centro de Instrucción de Reclutas Centro. 
En él se encuentran la cueva de Santa Ana y la ermita de Santa Ana.